# Schwansee (Jamlitz)
Der Schwansee ist ein See in Brandenburg. Er liegt auf dem Gebiet des Ortsteils Ullersdorf der Gemeinde Jamlitz im Landkreis Dahme-Spreewald sowie des Ortsteils Staakow der Gemeinde Schenkendöbern im Landkreis Spree-Neiße.

## Geografie
Der Schwansee erstreckt sich auf einer Fläche von etwa 4,4 Hektar, ist zwischen 20 und 250 Meter breit und hat eine maximale Tiefe von rund 2,5 Metern. Er liegt in einer leicht hügeligen Region, die von Wäldern und Mooren geprägt ist. Der See wird hauptsächlich durch Niederschläge und das Grundwasser gespeist.

## Flora und Fauna
Die Umgebung des Schwansees ist durch eine vielfältige Flora und Fauna gekennzeichnet. Rund um den See wachsen zahlreiche Sumpf- und Wasserpflanzen, die Lebensraum für verschiedene Tierarten bieten. Besonders Vögel wie Enten, Reiher oder Schwäne finden am Schwansee ein Rückzugsgebiet. Fische wie Karpfen, Hechte, Aal, Barsch, Wels, Schleie,  Zander und Weißfische sind im See heimisch.

## Geschichte und Nutzung
Der Schwansee und seine Umgebung haben eine lange Geschichte als Teil der Kulturlandschaft Brandenburgs. In der Vergangenheit wurde der See gelegentlich zur Fischzucht genutzt, heute ist er ein leicht zugänglichen Erholungsort und Angelgewässer für die Bewohner der Region.
Aufgrund seiner ökologischen Bedeutung und der landschaftlichen Schönheit ist der Schwansee Teil verschiedener Naturschutzinitiativen, die zur Pflege und zum Schutz des Sees und seiner Umgebung dienen. Der See kann nur zu Fuß erreicht werden, ein Zugang per Auto über Waldwege ist nur mit einer Sondergenehmigung möglich.
Im Jahr 2024 erließ der Landkreis Dahme-Spreewald wegen der dramatischen Verschlechterung der Wasserqualität des Sees ein allgemeines Fütterungsverbot.